# Хорнуссен (вид спорта)
Хорнуссен — швейцарский командный вид спорта. Подающий, при помощи специального кнута, метким ударом запускает в поле «хорнусс» или шайбу. «Hornuss» произошло от слова «hornet» (шершень), и связано это с характерным жужжащим звуком, который издает «хорнусс» при полете в воздухе. При ударе шайба может лететь со скоростью до 300 км / ч (186,4 миль в час).

## История
Первое письменное упоминание игры относится к 22 апреля 1625 года, когда неудачно запущенный «хорнусс» убил зрителя. Дело зашло так далеко, что церковные власти запретили играть в хорнуссен по воскресеньям, чтобы столь азартная игра не оскверняла день, который предписывается отдавать Господу. Спас хорнуссен протестантский священник и известный писатель Иеремия Готхельф. В 1840 году он добился отмены запрета — при условии, что игроки перед схваткой непременно должны посетить церковь. Воскресные матчи и поныне начинаются лишь после окончания службы. В 19 веке этот любительский спорт был очень популярен в долине реки Эмме и Энтлебухе. В 1902 году была основана федеральная ассоциация Хорнуссена, которая организует конкурс каждые три года. В 2011 году в ассоциации насчитывалось около 270 клубов, в которых состояло около 8300 членов. В 2012 году была основана Международная ассоциация Хорнуссен, которая помогает продвигать спорт в странах по всему миру.

## Правила игры
В игру Хорнуссен играют две команды, каждая из которых состоит из 16-20 игроков, которые по очереди ударяют по шайбе (вес 78 г или 2,8 унции), выставленной на «Бока», противоположная команда в это время защищает игровое поле в форме трапеции под названием «Риз». «Риз» начинается в 100 м (330 футов) от «Бока» и имеет длину 180 м (590 футов), шириной в начале 8 м (26 футов) и до 14 м (46 футов) в конце. При игре с «Бока» каждый член команды должен дважды ударить по Нусу до перехода, в общей сложности четыре удара. Чем дальше летит Нус, тем больше очков получает игрок. Отсчет начинается со 100 метров, измеренных от «Бока», и добавляет одно очко за каждые десять метров. Задача защищающейся команды состоит в том, чтобы сбить Нусс во время полёта и не дать ему соприкоснуться с землей в Ризе, используя «Шиндел». Каждый Нусс, приземляющийся в Ризе, присуждает одно штрафное очко обороняющейся команде.
В конце концов, команда с наименьшим количеством штрафных очков побеждает в игре. Если две команды набрали одинаковое количество штрафных очков (что случается часто), то подсчитываются очки каждого игрока и формируется общее количество очков. В этом случае команда с наибольшим количеством очков игроков побеждает. Помимо командного зачёта, каждый игрок оценивается в соответствии с его или её личным итогом из четырех попаданий. В конце сезона лучшие игроки награждаются.